# Volvo Masters 1984
Il Masters 1984 (chiamato anche Volvo Masters 1984 per motivi di sponsorizzazione) è stato un torneo di tennis giocato sui campi in sintetico indoor del Madison Square Garden di New York negli Stati Uniti. È stata la 15ª edizione del torneo di singolare di fine anno, la 11ª del torneo di doppio di fine anno ed era parte del Volvo Grand Prix 1984. Il torneo si è giocato a New York dall'8 al 13 gennaio 1985.

## Campioni

### Singolare
John McEnroe ha battuto in finale  Ivan Lendl con il punteggio di 7–5, 6–0, 6–4.

### Doppio
Peter Fleming /  John McEnroe  hanno battuto in finale  Mark Edmondson /  Sherwood Stewart con il punteggio di 6–3, 6–1